# Новосёловка (Матвеево-Курганский район)
Новосёловка — хутор в Матвеево-Курганском районе Ростовской области.
Входит в состав Екатериновского сельского поселения.

## География
На хуторе имеется одна улица: Приреченская.

## Население
| 2010 |
| ---- |
| 62   |